# Argamukti
Argamukti is een bestuurslaag in het regentschap Majalengka van de provincie West-Java, Indonesië. Argamukti telt 2462 inwoners (volkstelling 2010).